# 头拱地嗷嗷叫
头拱地嗷嗷叫是中國山东省诸城市政府2016年底以来在开展“作风建设年”活动中提出的一个口号。根据当地市委宣传部的解释，这个口号是当地一个俗语，“是对脚踏实地、下死力气干活的一种形象比喻”。“头拱地嗷嗷叫”这个提法在诸城市委的会议记录和工作部署上多次出现。
这个口号一经社交媒体披露，引起了各界的广泛关注。新浪微博上一则介绍此口号的微博被转发超过5000次，后被屏蔽。诸城当地官方媒体评论表示“头拱地嗷嗷叫”与“撸起袖子加油干”异曲同工；还有一些评论认为此口号很别扭，过于粗鄙。